# Kajetánka

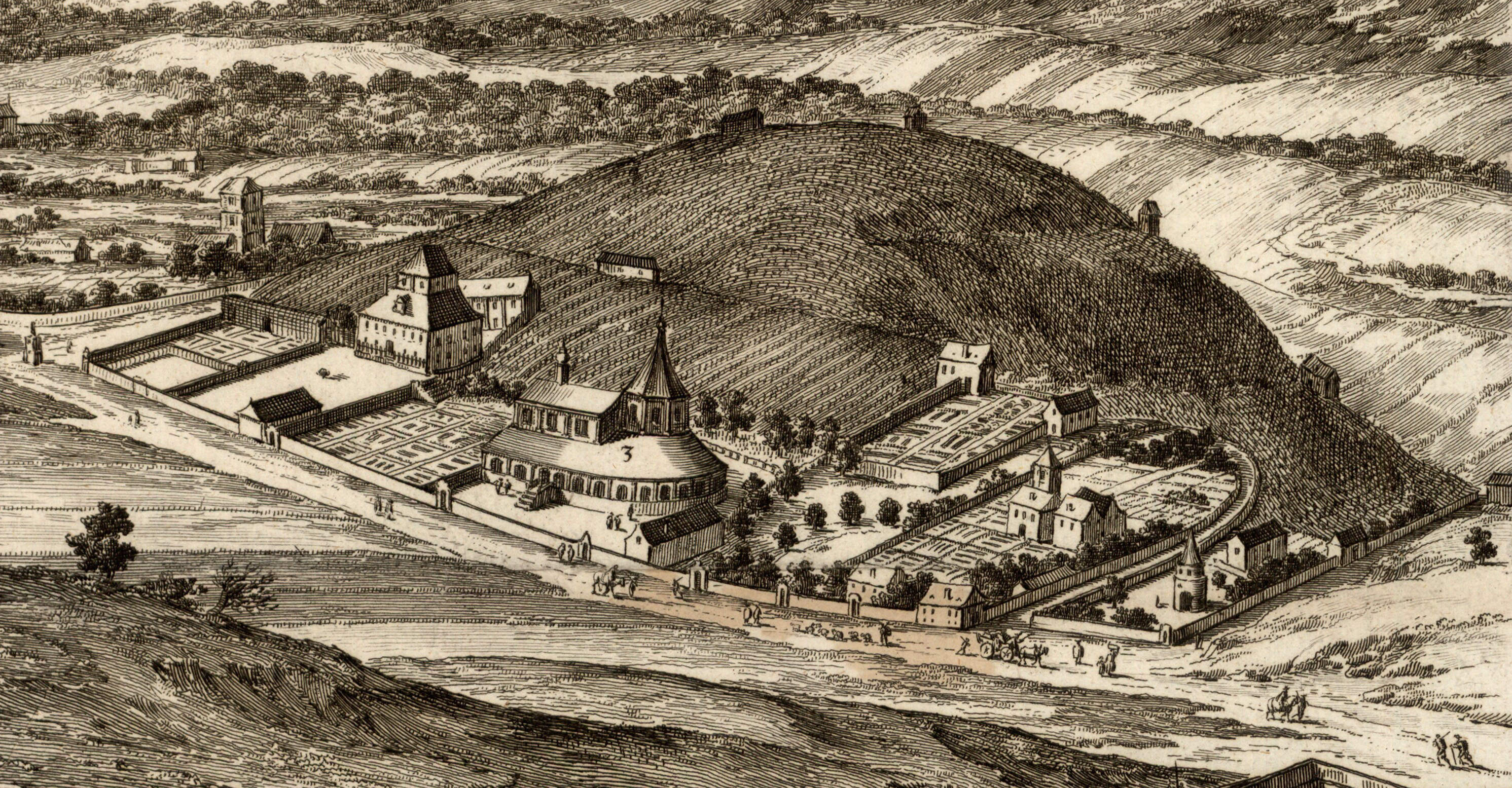
Velká a Malá Kajetánka s přilehlou kaplí Panny Marie Altöttinské na plánu Praga caput Regni Bohemiae od Folperta van Ouden Allen (před rokem 1685)

Kajetánka je pražská usedlost v Praze-Břevnově, původně dvorec, později klášter. V posledních pěti letech[kdy?] proběhla rozsáhlá rekonstrukce zchátralého areálu a přestavba budov na společenské centrum a bytový komplex.

## Historie
Původní dvorec s vinicí byl v majetku rodu Martiniců. Roku 1666 zde nechal Bernard Ignác z Martinic postavit dvě malé kapličky (podle Popelky Biliánové byla jedna z kapliček pozůstatkem mešity, založené v době Karla IV. muslimskými tkalci koberců) jednu větší kapli a menší budovu kláštera, kterou věnoval řádu theatinů, lidově kajetánů, tři italští řeholníci zde ještě téhož roku zřídili svůj noviciát. Součástí kláštera byla i kaple Panny Marie Altöttinské, postavený podle vzoru bavorského poutního kostela Panny Marie v Alt Oettingu. Kaple se brzy stala proslulým poutním místem, které například roku 1672 navštívil císař Leopold I. s manželkou a v roce 1680 císařovna-vdova Eleonora Mantovská. Klášter, jehož řeholníci dali místu současný název, byl v letech 1685–1721 přestavěn, ale po přesídlení theatinů na Hradčany chátral, až byl roku 1783 zrušen. Dochovala se pouze poutní mariánská kaple, která byla roku 1791 odsvěcena a prodána do soukromého majetku. Dnes je od objektu oddělena novodobou zástavbou, byla opravena a prohlášena za kulturní památku.
Koncem 18. století dal Kajetánku její tehdejší majitel Jan Hennet přestavět na malý zámeček. V první čtvrtině 19. století se stává majetkem rodu Kouniců, kteří na pozemcích zřídili rozlehlou anglickou zahradu. Ve 30. letech 20. století patřila Břevnovskému starostovi Janu Kolátorovi. Za minulého režimu pak sloužila jako Obvodní dům pionýrů a mládeže. Po sametové revoluci byla navrácena rodině Kolátorů ve velmi špatném stavu, dále chátrala, dokud nenašla nového majitele a investora rekonstrukce.
V letech 2010–2014 proběhla rozsáhlá rekonstrukce celého zchátralého areálu, jeho přestavba na luxusní obytný komplex s rozlehlou zahradou, terénní úpravy okolí včetně výsadby stromů v parku.

## Galerie

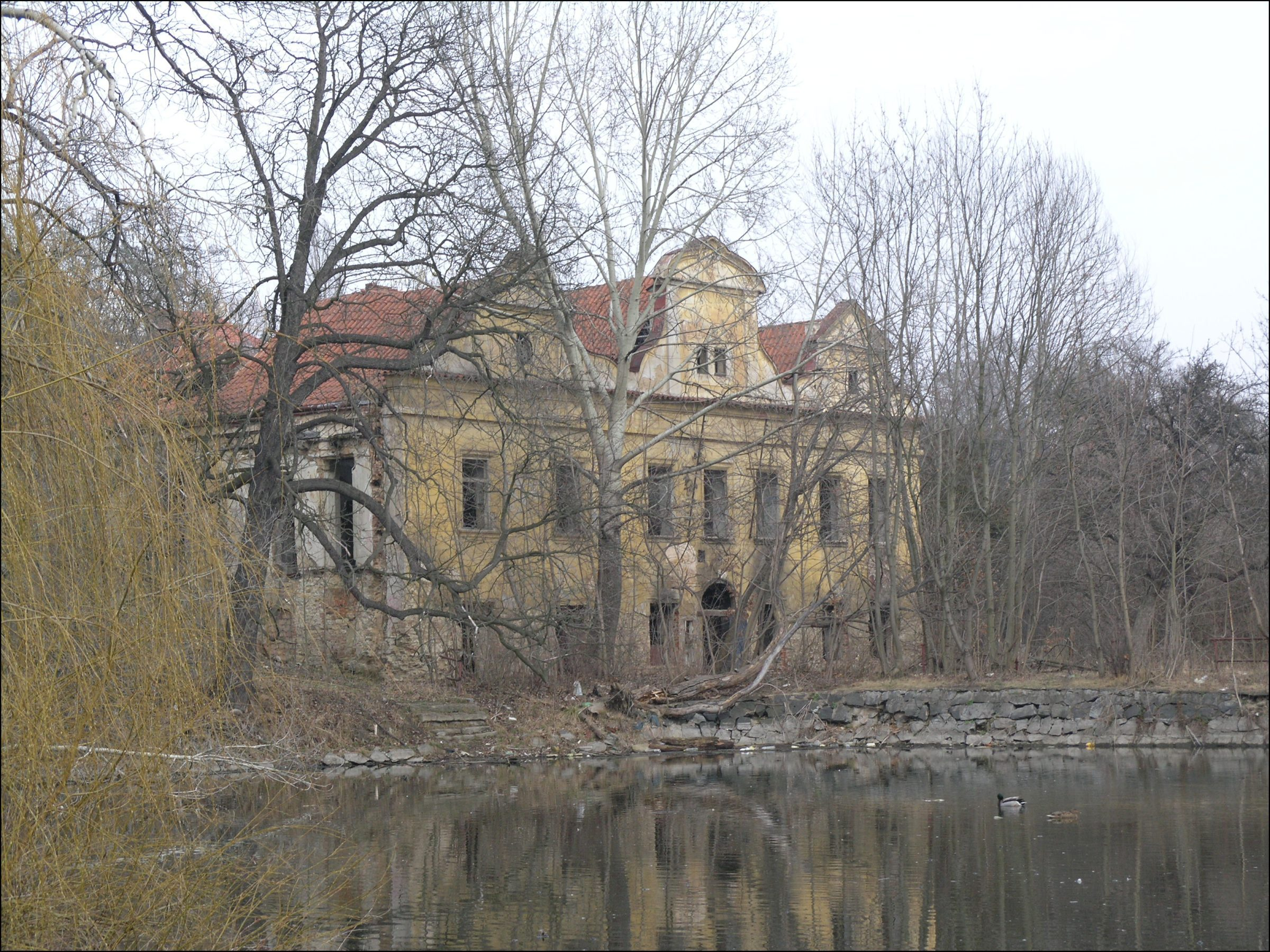
Chátrající zámeček, jedna z budov usedlosti, před rekonstrukcí (2007)
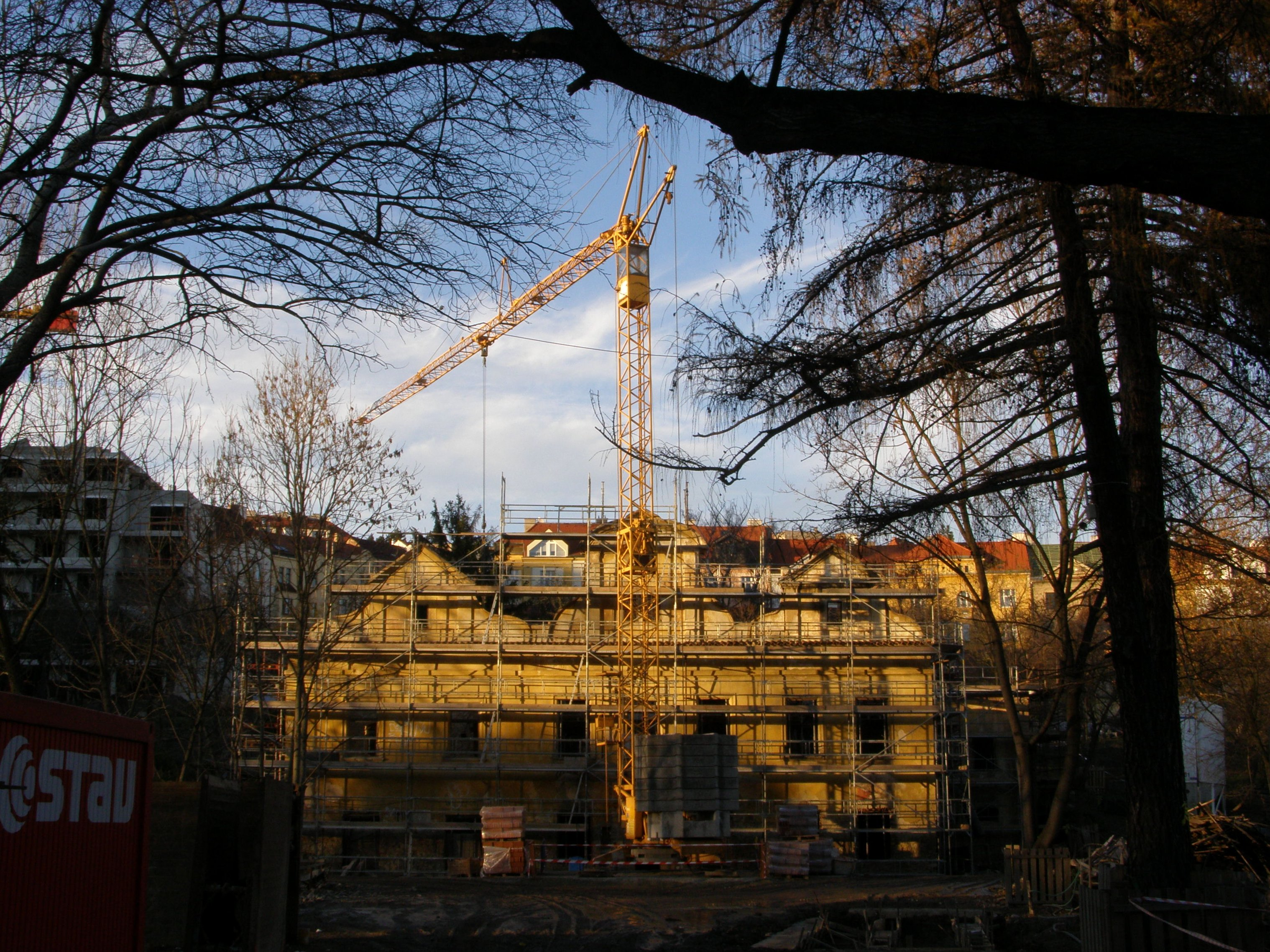
Stav rekonstrukce zámečku v listopadu 2010
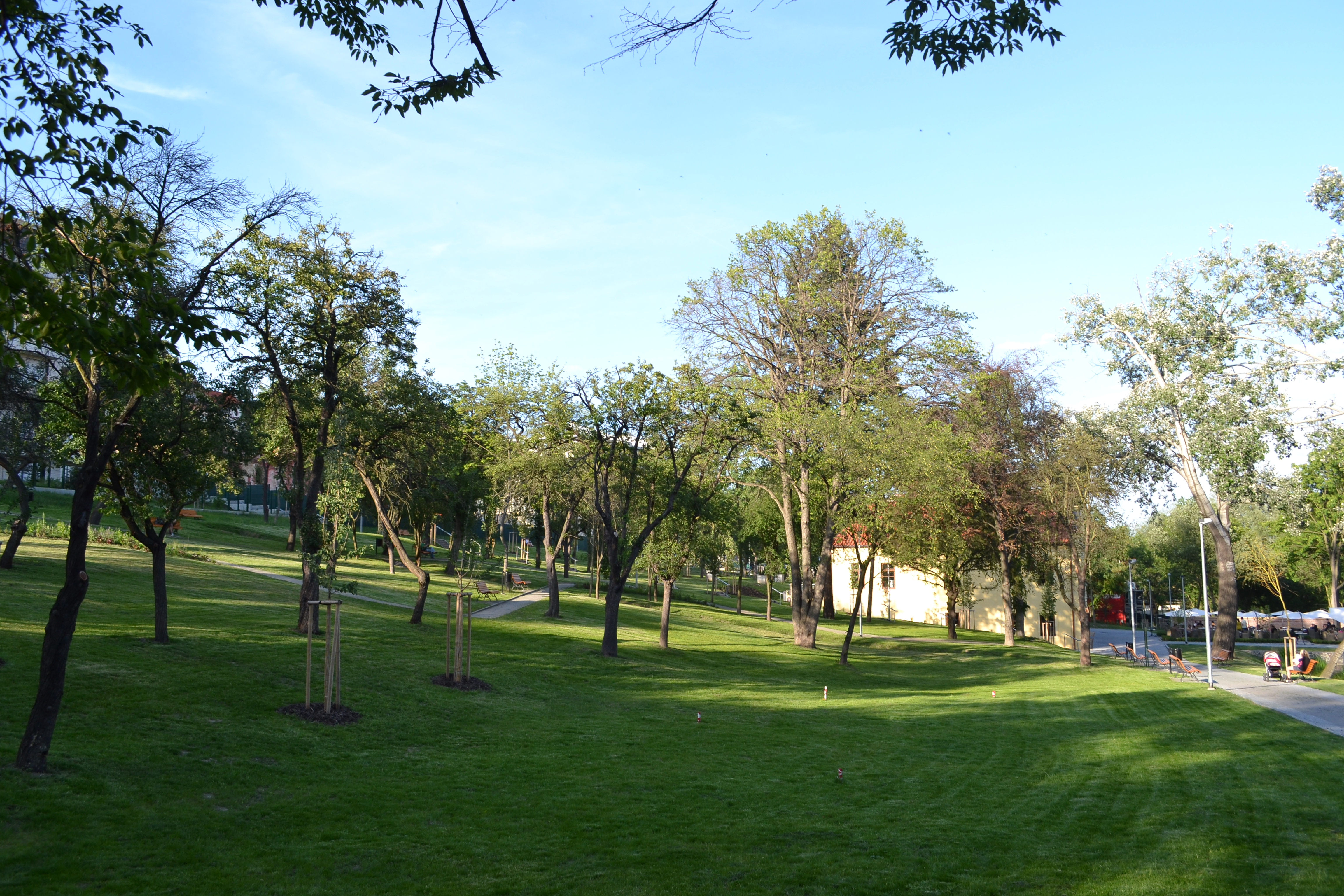
Park po rekonstrukci
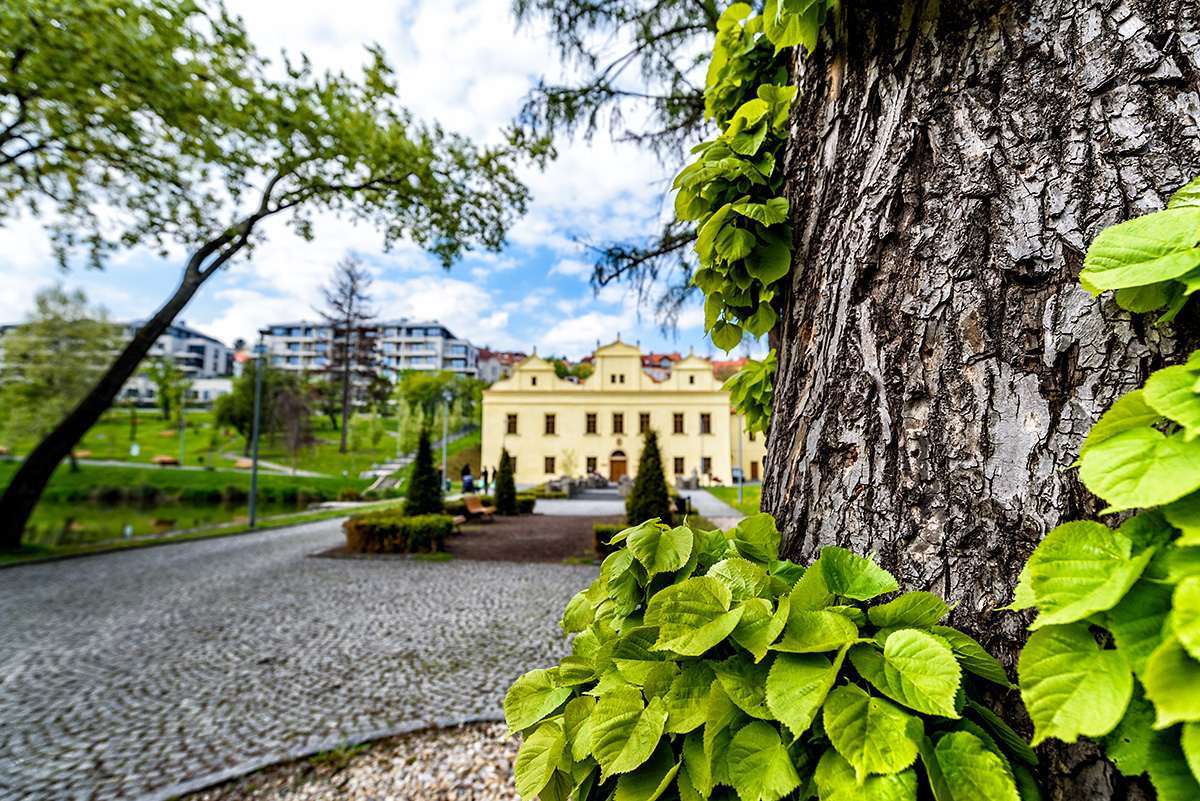
Pohled na restauraci a novostavby v rámci parku Kajetánka